# Comarca do Xallas
O Xallas is een comarca van de Spaanse provincie A Coruña. De hoofdstad is Santa Comba, de oppervlakte 394,7 km² en het heeft 16.343 inwoners (2005).

## Gemeenten
Mazaricos en Santa Comba.